# 완주 수왕사 목조여래좌상과 복장유물
완주 수왕사 목조여래좌상과 복장유물(完州 水王寺 木造如來坐像과 服藏遺物)은 대한민국 전북특별자치도 완주군 구이면, 수왕사에 있는 조선시대의 불상과 복장유물이다. 2018년 3월 9일 전라북도의 유형문화재 제256호로 지정되었다.

## 개요
완주군 수왕사의 목조여래좌상이다. 사중의 전언에 의하면 이 곳 수왕사에서 줄곧 모셔온 불상이라고 한다. 수왕사에서 발견된 ‘수왕암(水王庵)’명 기와에는 강희(康熙) 25년, 즉 1686년의 제작연대가 있어 수왕사의 연혁을 살피는데 도움을 준다. 불상 내부에서는 각종 경전과 다라니, 후령통 등이 발견되었지만, 아쉽게도 불상조성 발원문은 발견되지 않았다.
현재 복장물은 별도로 보관하고 있는데, 복장유물은 『묘법연화경(妙法蓮華經)』 권제1, 『선문염송(禪門拈誦)』 권제26, 27, 『대방광원각수다라료의경(大方廣圓覺修多羅了義經)』 권제4, 『선원제전집도서서(禪源諸詮集都序敍)』 등 경전류와 다라니, 그리고 후령통으로 구성되어 있다.

## 참고 문헌
- 완주 수왕사 목조여래좌상과 복장유물 - 국가유산청 국가유산포털